# Петру Посторонке
Петру Посторонке (рум. Petru Postoroncă; нар. 9 грудня 1991, Кишинів, Молдова) — молдовський футболіст, захисник та півзахисник кишинівської «Вікторії».

## Клубна кар'єра
Народився 9 грудня 1991 року в Кишиневі. Вихованець «Дачії», з якою у грудні 2011 року підписав свій перший професійний контракт терміном на 3,5 року та дебютував у Національному дивізіоні Молдови.
У 2013 році перейшов до ФК «Сфинтул Георге» із Суручен. З сезону 2016/17 виступає за команду «Унгени» з міста Унгени під 27-м номером.
12 березня 2020 року разом зі своїм співвітчизником Олегом Моллою перейшов до німецької команди Ландесліги «Лангенвінкель». Футболістів покликав його румунський тренер Дан Калінеску.
4 липня 2013 року Петру Посторонке дебютував на міжнародній арені, зіграв у матчі кваліфікаційного раунду Ліги Європи проти албанської «Теути» (1:3). У поєдинку-відповіді, де Петру також брав участь, «Дачія» виявилася сильнішою 2:0.

## Досягнення
- Національний дивізіон Молдови
  -  Срібний призер (3): 2011/12, 2012/13, 2014/15

- Дивізіон A Молдови
  -  Чемпіон (1): 2015/16

- Кубок Молдови
  -  Фіналіст (1): 2014/15